# Жан де Лафонтен
Жан де Лафонтен (фр. Jean de La Fontaine; Шато-Тијери, 8. јул 1621 — Париз, 13. април 1695), француски песник и баснописац.

## Рођење, каријера и живот
Лафонтен је крштен (а вероватно и рођен) 8. јула 1621. године у Шато-Тијерију (фр. Château-Thierry) у Шампањи, као прво дете имућне и угледне породице, Шарла де Лафонтена (фр. Charles de La Fontaine) и Франсоаз Пиду (фр. Françoise Pidoux). Његов отац је био краљев министар вода, шума и лова.
До десетог разреда школе је живио у родном месту, завршио гимназију у Ремсу, а потом се преселио у Париз 1636. године. Пет година касније почео је да студира теологију и медицину код Ораторианског реда што је напустио 1643. године. Од 1645. до 1647. године је студирао право а 1647. се оженио 14-годишњом девојком Маријом Ерикар (фр. Marie Héricart) у Шато-Тијерију. Са Маријом је добио сина Шарла (фр. Charles) 1653. године. По женидби се преселио у Париз где је ступио у контакт са литерарним круговима.
У Паризу је  одлучио да постане писац где је 1654. године објавио своје прво дело, "Евнуха" (фр. L’Eunuque), које је било превод старе верзије позоришног комада Публија Теренција Афера, а затим херојску поему "Адонис" 1658, инспирисан Овидијем. Лафонтен је "Адониса" посветио тадашњем француском министру финансија Николи Фукеу (фр. Nicolas Fouquet). Ово време Лафонтен зове време поетске пензије када је живео на Пикеовом имању Во л' Викомт (фр. Vaux-le-Vicomte) где је имао прилику да сретне Пероа, Расина и многе друге писце и уметнике.
Француски краљ Луј XIV је ухапсио и затворио Фукеа 1662. што је приморало Лафонтена да побегне из Париза у Лимож где је завршио и објавио своју прву књигу стихова "Догодовштине и вести у стиху" (фр. Contes et nouvelles en vers) 1665. и 1666. године. Раније 1664. године је објавио своје прве две бајке "Ђоконда" (фр. Joconde) и "Рогоња и срећни" (фр. Le Cocu battu et content).
У Паризу је поново од 1664. до 1672. године где живи у дворцу Луксембург (фр. Palais du Luxembourg) под патронством Маргарете де Лорен (фр. Marguerite de Lorrain), удовице Гастона де Орлеана (фр. Gaston d’Orlean). У Паризу Лафонтен пише своје главно дело - басне. Своје басне објављује у два тома 1668. године под насловом "Одабране басне у стиховима од Ј. де Лафонтена" (фр. Fables choisies, mises en vers par Ј. de La Fontaine). Од 1672. године је гост удовице банкара Маргарите де ла Сабје (фр. Marguerite de la Sablière) на дуже време. Има мого проблема са цензуром а ново издање његове књиге "Догодовштине и вести" је било забрањено. У периоду 1667-1669. године пише и издаје четвти и пети том његових "Одабраних басни".  Године 1684. постао је члан Француске академије а  Комеди Франсез (фр. Comédie Française) поставља на свој репертоар Лафонтенов "Сусрет" (фр. Le Rendez-Vous) који ће бити изведен на сцени само четири пута. Лирску трагедију "Астреа" (фр. Astrée) је написао 1691. године која је изведена на сцени само шест пута.
Године 1692. издаје ревидиране и комплетне "Догодовштине и вести" а исте године се и разболео. Мадам де ла Сабје је умрла 1693. године, а Лафонтен се одрекао својих "Догодовштина и вести". До своје смрти 1695. године посветио се искључиви религији.

## Књижевни стил и интерес
Лафонтен се није устручавао да слободно позајмљује од других писаца, античких и савремених, али је истовремено створио свој стил и поетски свет у исто време лични и универзалан, специфичан и интиман, али приступан свима. Сматра се да је био највећи лирски песник Француске 17. века. Иако је највише био познат по својим баснама, басне су ипак биле само мањи део његовог стваралаштва. Он је такође написао један број ласцивних повести у стиховима, позоришних комада, и романси. Огледао се и у жанру елегије и маште, епиграма и комедије. Скоро све што је написао одражава његове личне рефлексије и елегантне ироније.